# Bauchi (Stadt)

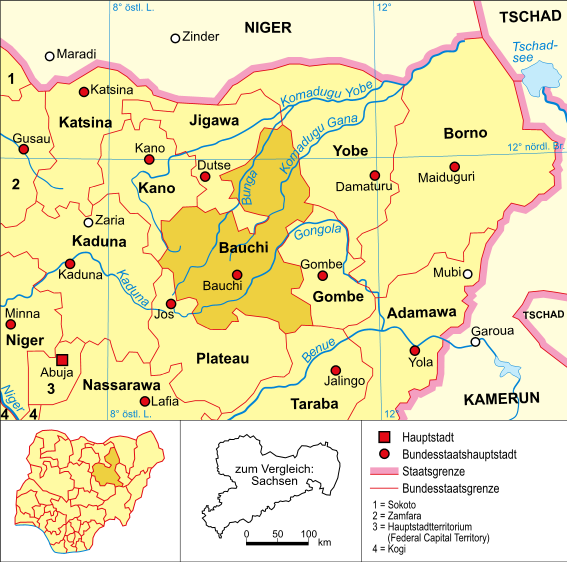
Bauchi im Bundesstaat Bauchi

Bauchi (früher Yakoba) ist die Hauptstadt des gleichnamigen nigerianischen Bundesstaates. Sie liegt im Zentrum des afrikanischen Landes, am nordöstlichen Rand des Jos-Plateaus auf 616 m Meereshöhe. Berechnungen von 2012 zufolge hat Bauchi 301.284 Einwohner.
Erster europäischer Besucher war Eduard Vogel.
Nach Verhängung eines Demonstrationsverbots gegen die islamistische Gruppe Boko Haram brachen Ende Juli 2009 in Bauchi Unruhen aus, die sich weiter auf Yobe, Borno und weitere Regionen ausweiteten. Dabei kamen in kürzester Zeit mindestens 200 Menschen ums Leben. Im gleichnamigen Bundesstaat Bauchi ist seit 2001 die Scharia in Kraft.
Das Durbar-Festival ist ein traditionelles Fest mit Paraden von Reitern und Fußsoldaten, das alljährlich zum Fest des Fastenbrechens oder zum Islamischen Opferfest in Bauchi und anderen Orten veranstaltet wird..